# 翟店街道
翟店镇，是中华人民共和国山西省长治市潞城区下辖的一个乡镇级行政单位。2021年4月1日，撤镇设街道。

## 行政区划
截至2021年末，翟店镇下辖13个行政村：
崇道村、贾村、南舍村、河移村、郭村、寨上村、翟店村、羌城村、西天贡村、南天贡村、小天贡村、北舍村和东天贡村。